# Бензовоз

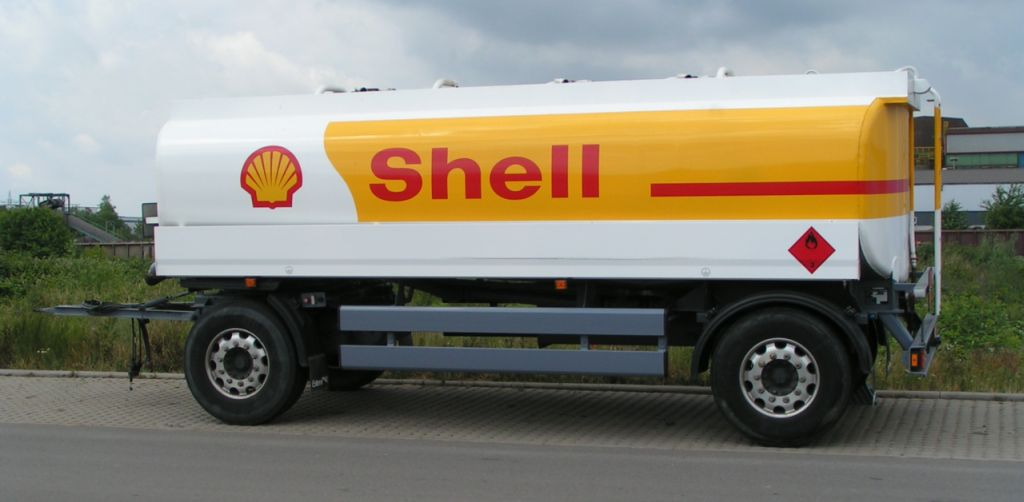

Бензово́з — тип специальной техники, предназначенной для перевозки нефтепродуктов.
Как и все коммерческие грузовые машины, бензовоз предназначен для транспортировки грузов. Другими словами, бензовоз — это такой же автомобиль, как и обычный грузовик, режим работы которого и главные требования к их эксплуатации аналогичны. Основное, что отличает бензовоз от другого грузовика — это высокие требования по его пожарной безопасности. Это обуславливается тем, что к их функциям добавляется отдельная — заправка АТС, к бензовозам относятся и АТЗ (автотопливозаправщики), осуществляющие заправку транспорта в полевых условиях, на большом машинном дворе или автохозяйстве. В этом случае использование их просто экономически целесообразно и обусловлено особенностью заправляемой тяжёлой техники. Поэтому они дают возможность экономить владельцу или предпринимателю, чья деятельность связана с использованием негабаритной техники. Естественно, что при этих условиях парк автотехники должен быть определённо большим. Бывает, что без автозаправщика не обойтись, например, в случае удаленных потребителей, отдельных строительных объектов.
Бензовоз и все элементы, из которых он изготовлен, должны быть высокого качества. Помимо пожаробезопасности и износоустойчивости, в больших городах предъявляют повышенное требование к манёвренности, для которой бензовоз мало приспособлен. У автомобилей-цистерн, сконструированных специально под бензовоз выхлопная труба в целях пожарной безопасности часто располагается в передней части автомобиля под кабиной (смотри фото). А сзади от рамы автомобиля до земли протянута цепь, которая во время движения волочится по дороге — это система заземления, поскольку электрические провода на пути следования (ЛЭП, контактная сеть) могут выдать искровой разряд, грозящий пожаром.

## Разновидности бензовозов

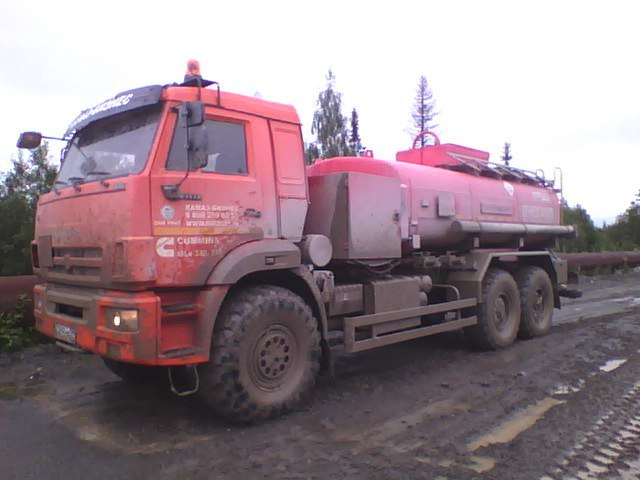

По способу размещения и соединения цистерны с автомобилем различают:

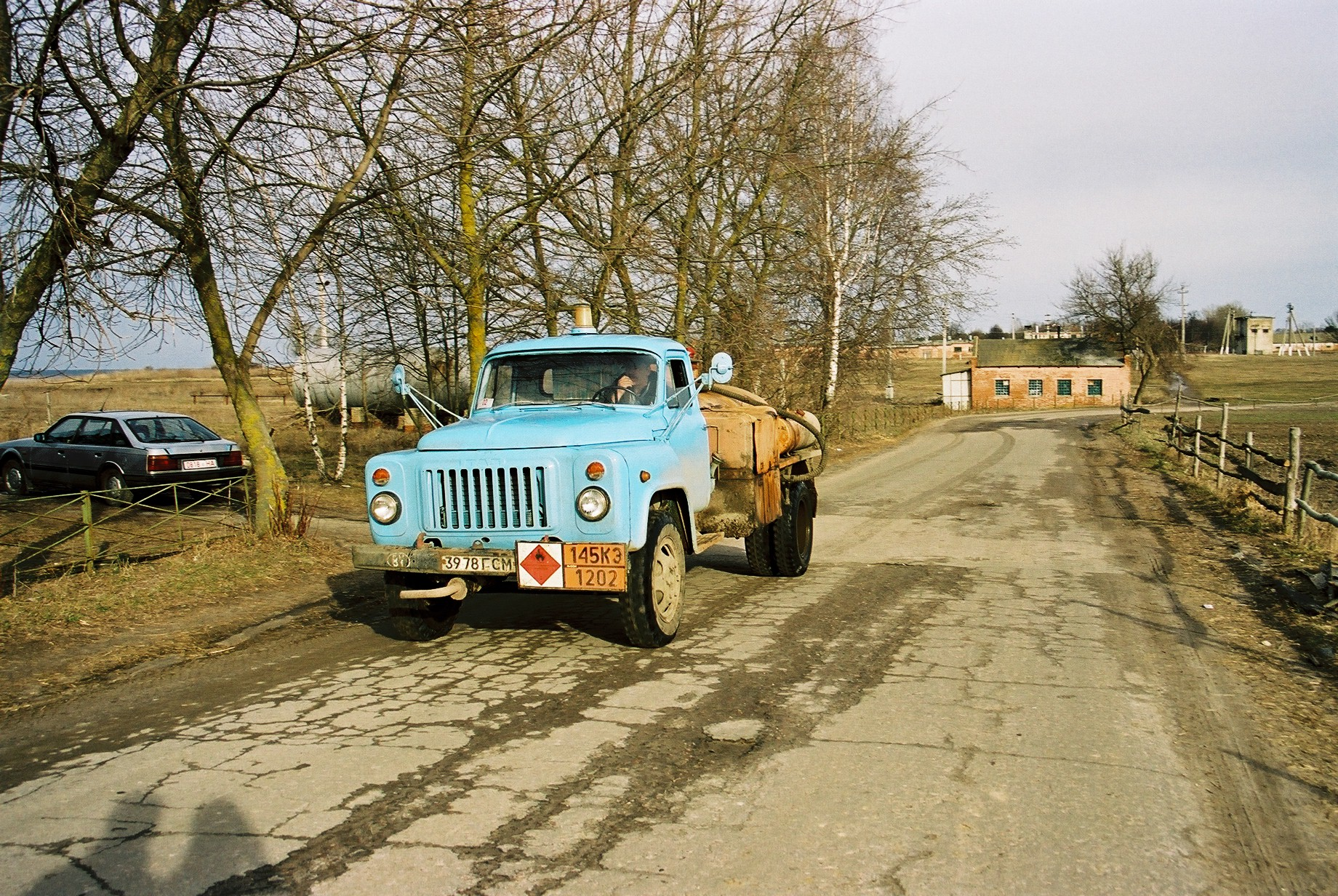
Автоцистерна на шасси ГАЗ-52

- Автоцистерна — бензовоз с установленной на шасси цистерной.
- Автотопливозаправщик — автоцистерна, снабжённая оборудованием для выдачи ГСМ.
- Полуприцеп-цистерна — это бензовоз, ёмкость которого установлена на подкатную тележку и оснащена шкворнем. Используется в составе автопоезда с седельным тягачом.
- Прицеп-цистерна — бензовоз, цистерна которого установлена на самостоятельное шасси или оси прицепа и оборудуется сцепным устройством.

По типу перевозимого груза выделяют:
- бензовоз (используется для перевозки светлых нефтепродуктов — бензинов, дизельного топлива);
- мазутовоз (перевозка мазута и других тёмных нефтепродуктов)
- масловоз (перевозка масел и других тёмных нефтепродуктов)
- битумовоз (перевозка битума)
- нефтевоз (перевозка нефти)
- газовоз (перевозка сжиженных газов под давлением).

Одну и ту же цистерну могут использовать для перевозки разных видов нефтепродуктов, однако обычно стараются разделять цистерны для перевозки тёмных и светлых нефтепродуктов. Если всё же необходимо в цистерне после перевозки тёмных нефтепродуктов перевезти светлые — ёмкость вычищают с помощью пара. Также для перевозки (а точнее разгрузки) битума, мазута и масел (особенно в холодное время года) необходимо, чтобы цистерна сохраняла температуру продукта практически неизменной на протяжении многих часов. Для этого используются цистерны-термосы или цистерны с подогревом.
Бензовоз, оснащённый сливным насосом и топливораздаточным краном (пистолетом), часто со счетчиком, называют также топливозаправщик (автотопливозаправщик, АТЗ).